# Pokljuka

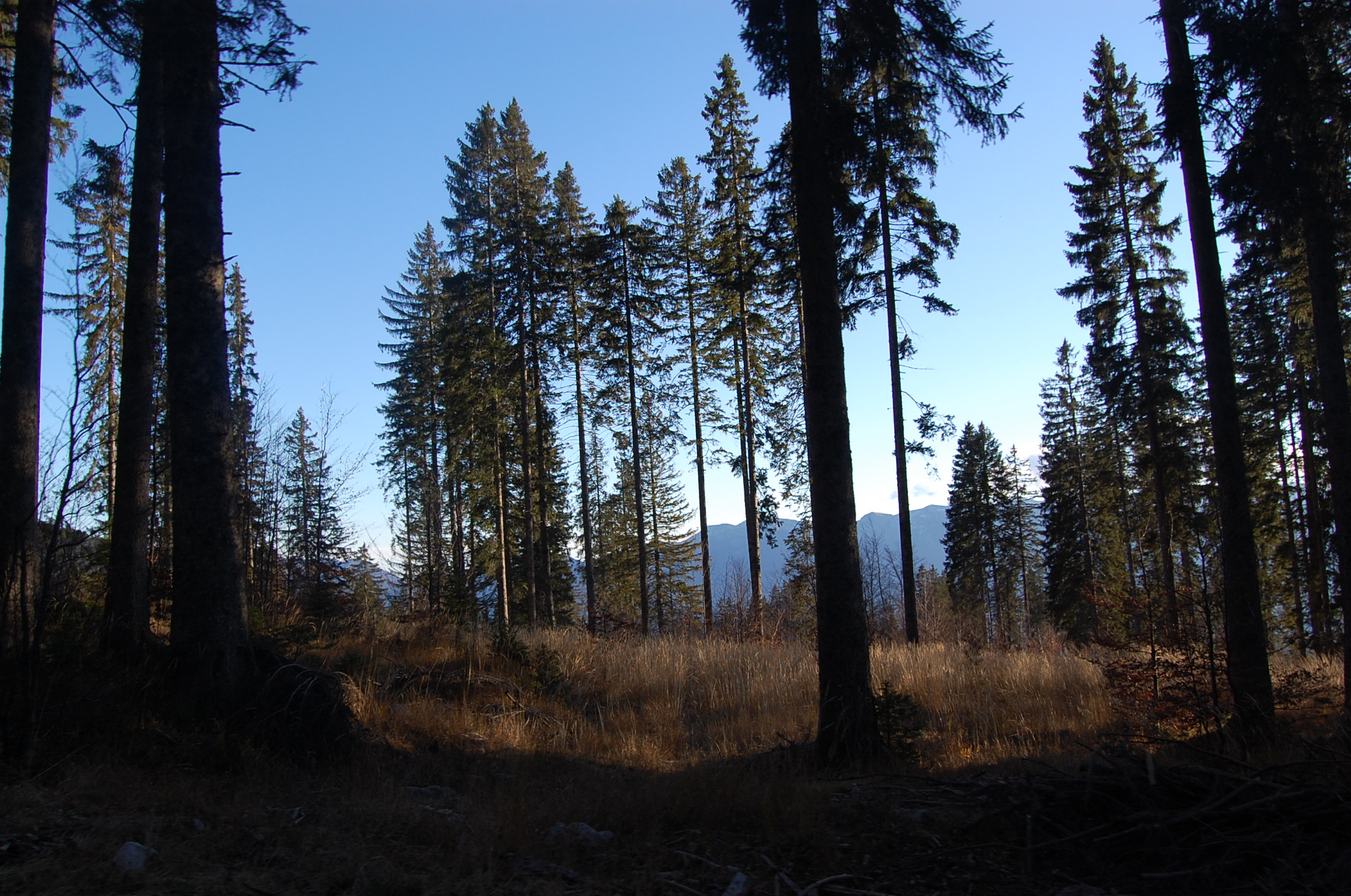
Les v oblasti Pokljuky

Pokljuka je lesnatá krasová náhorní plošina ležící na severozápadě Slovinska. 
Nachází se v Julských Alpách v Triglavském národním parku v nadmořské výšce od 1100 m n. m. do 1400 m n. m. mezi Bledským jezerem a Bohinjem. Proslavila se hlavně zimními sporty, každoročně zde probíhají závody světového poháru v biatlonu  a v letech 1998, 2001, 2006 a 2021 zde proběhla mistrovství světa v biatlonu. Nejznámějším zvířetem, které zde žije, je medvěd hnědý. Pokljuka je také velmi bažinatá.